# Dorte Bennedsen
Dorte Marianne Bennedsen (2. juli 1938 – 17. marts 2016) var en dansk teolog og politiker fra Socialdemokratiet.
Hun var folketingsmedlem og minister, valgt for Socialdemokratiet i Københavns Amtskreds, samt landsformand for Foreningen NORDEN. Hun var datter af professor Hal Koch og tidligere minister Bodil Koch.
Dorte Bennedsen blev klassisk-sproglig student fra Metropolitanskolen i 1956, og hun tog teologisk embedseksamen fra Københavns Universitet 1964. Fra 1965 til 1968 arbejdede hun som hjælpepræst ved Holmens Kirke, mens hun fra 1968 til 1971 var generalsekretær for Dansk Ungdoms Fællesråd.
Før karrieren i Folketinget var hun medlem af kommunalbestyrelsen på Frederiksberg, hvor hun sad fra 1970 til 1974. Derudover var hun medlem af bestyrelsen for Mellemfolkeligt Samvirke fra 1969 til 1971, af Ulandsrådet og UNESCO-nationalkommissionen 1968 til 1971. Fra 1974 til 1979 var hun formand for Forbrugerrådet. Hun var, som nævnt, også formand for Foreningen Norden.
Dorte Bennedsen sad i Folketinget fra 9. januar 1975 til 20. november 2001, først som kandidat i Gentoftekredsen fra 1973, siden valgt i Rødovrekredsen fra 1979 til 1998. Hun var bl.a. formand for sit partis folketingsgruppe fra 1977 til 1979, formand for Folketingets Erhvervsudvalg 1977 til 1979, formand for Folketingets Kommunaludvalg 1987 til 1988, samt formand for Folketingets Indfødsretsudvalg fra 1998 til 2001. Derudover var hun minister i flere regeringer:
- Kirkeminister i Regeringen Jens Otto Krag III fra 11. oktober 1971 til 5. oktober 1972.
- Kirkeminister i Regeringen Anker Jørgensen I fra 5. oktober 1972 til 6. december 1973.
- Undervisningsminister i Regeringen Anker Jørgensen III fra 5. januar 1979 til 26. oktober 1979.
- Undervisningsminister i Regeringen Anker Jørgensen IV fra 26. oktober 1979 til 30. december 1980.
- Undervisningsminister i Regeringen Anker Jørgensen V fra 30. december 1980 til 10. september 1982.